# 岸岡孝治
岸岡 孝治（きしおか こうじ）は、ABCリブラ制作部部長プロデューサー。元朝日放送総合編成局テレビ編成部編成課長。

## プロフィール
和歌山大学経済学部産業工学科入学。在学中は和歌山大学アメリカンフットボール部に所属。
卒業後の1993年に朝日放送入社し、制作技術局でカメラマン・スイッチャーを務める。
2005年4月にテレビ制作部に異動。「ビーバップ！ハイヒール」をはじめ数々のテレビ番組のディレクターを経て、「朝だ!生です旅サラダ」のプロデューサーを2010年10月まで務める（一時離脱後、ABCリブラに所属してからの2018年4月より復帰）。
2010年11月～朝日放送編成本部編成局テレビ編成部編成課長（スポーツ担当）
2013年11月～朝日放送東京支社編成部編成課長
2015年6月～朝日放送総合編成局テレビ編成部編成課長（スポーツ、制作、営業担当）
2017年11月～エー・ビー・シーリブラ 制作部 部長プロデューサー（「LIFE～夢のカタチ～」「ジャンクSPORTS」担当）